# Guðjón Arnar Kristjánsson
Guðjón Arnar Kristjánsson, född 5 juli 1944 i Ísafjörður, död 17 mars 2018, var en isländsk politiker. 
Guðjón var med i partiet Frjálslyndi flokkurinn (liberalt) och var alltingsledamot.